# Trögds tingslag
Trögds tingslag var ett tingslag i Uppsala län och Uppsala läns södra domsaga, bildat den 1 januari 1927 (enligt beslut den 11 juni 1926) genom en sammanslagning av Uppsala läns södra domsagas tingslag och Lagunda tingslag. Tingslaget avskaffades vid tingsrättsreformen 1971 och dess verksamhet överfördes till Uppsala läns södra tingsrätt.

## Omfattning

### Härader
Tingslaget omfattade häraderna Bro, Håbo, Lagunda, Trögd och Åsunda.

### Kommuner
Tingslaget bestod den 1 januari 1952 av följande kommuner:
- Håbo landskommun
- Lagunda landskommun
- Norra Trögds landskommun
- Södra Trögds landskommun
- Upplands-Bro landskommun
- Åsunda landskommun